# Madding (film)
|  | Denne artikel er oprettet af botten Steenthbot ud fra en ekstern database. Den kan derfor have sproglige fejl eller mangler. Denne skabelon kan fjernes efter kontrol af indholdet. |

Madding er en dansk kortfilm fra 2012 instrueret af Jonas Kvist Jensen efter eget manuskript.

## Medvirkende
- Simone Lykke, Chili
- Steffen Nielsen, Fiskeren